# Марсело Биелса
Марсело Алберто Биелса Калдера (на испански: Marcelo Alberto Bielsa Caldera), наричан още „Лудия“ (на испански: Loco Bielsa; на английски: Madman Bielsa) е бивш аржентински футболист и треньор на националния отбор по футбол на Уругвай.

## Биография
За разлика от своето семейство, които са фенове на Росарио Сентрал, Биелса от малък симпатизира на вечния съперник Нюелс Олд Бойс. Дете в семейство на адвокати и политици, Марсело решава да скъса с традицията, като посвещава живота си на спорта и футбола. По-големият му брат Рафаел е политик и депутат в аржентинския парламент, а сестра му Мария Еухения е бивш вицегубернатор на провинция Санта Фе.

## Треньорска кариера
Футболната кариера на Биелса започва в Нюелс Олд Бойс, играе на поста защитник. Прекратява кариерата си едва на 25-годишна възраст, но продължава като треньор в отбора и го води в началото на 1990-те години. Извежда го последователно до две титли в Апертура и Клаусура за 1991 и 1992 година, финиширайки пред вторите Ривър Плейт и Велес Сарсфийлд.
От 1992 г. в продължение на четири години е треньор на мексиканските Атлас де Гуадалахара и Клуб Америка.
През 1997 г. се завръща в Аржентина за да поеме Велес Сарсфийлд с когото също печели Клаусура, финиширайки пред втория Ланус.
През 1998 година Марсело Биелса за кратко води испанския Еспаньол, но напуска за да заеме овакантеният от Даниел Пасарела пост като старши треньор на националния отбор на Аржентина.
С „Гаучосите“ печели квалификациите за Световното първенство по футбол през 2002 година и от Аржентинската федерация му продължават договора. Води националите и на турнира Копа Америка през 2004 г. където губи финала от Бразилия след изпълнение на дузпи (2:2 в редовното време). Печели златен медал на Летните олимпийски игри в Атина 2004 след победа във финалната среща над отбора на Парагвай с 1:0 и гол на Карлос Тевес. С този си успех Аржентина става първата държава в Латинска Америка, чийто отбор печели олимпийската титла по футбол след 52 години, когато през 1928 година Уругвай побеждава Аржентина на финала в Амстердам. 
Изненадващо в края на 2004 г. Биелса подава оставка и е заменен на поста си от Хосе Пекерман. 
През 2007 година Марсело Биелса поема Чили и успява да класира тима на първи Мондиал след 12 години. В груповата фаза на Световното първенство по футбол в ЮАР 2010 г. Чили завършва с равен брой точки с бъдещия световен шампион тим на Испания. На 1/8 финала претърпява загуба с 0:3 от Бразилия. През февруари 2011 г. подава оставка.
На 25 септември 2011 година поема испанския Атлетик Билбао, наследявайки на поста Хоакин Капарос. 
Следва стриктно клубната политика наложена през 80-те години от Хавиер Клементе, извел Атлетик до две поредни титли през 1983 и 1984 г. с отбор, съставен изцяло от момчета от областта – философия, която в Билбао продължават да следват и до днес. Класира отбора на финал за Купата на краля, загубен от Барселона с 0:3. Участва в турнира за Лига Европа, където сътворява истински фурор, отстранявайки последователно Трабзонспор, а в груповата фаза Ред Бул Залцбург, ПСЖ и Слован Братислава. Следват победи над Локомотив (Москва), Манчестър Юнайтед, Шалке 04 и Спортинг Лисабон, а на финала губи от Атлетико Мадрид с 0:3.

## Успехи

### Треньор клубно ниво
Нюелс Олд Бойс
- Примера дивисион Аржентина (2): 1990/91, Клаусура 1992
- Копа Либертадорес
  - Финалист (1): 1992 (Загуба от  Сао Пауло)

 Велес Сарсфийлд
- Примера дивисион Аржентина (1): Клаусура 1998

 Атлетик Билбао
- Купа на краля
  - Финалист (1): 2011/12 (Загуба от Барселона с 0:3)
- Лига Европа
  - Финалист (1): 2011/12 (Загуба от Атлетико Мадрид с 0:3)

### Треньор национално ниво
Аржентина
- Летни олимпийски игри –  Атина 2004 (Победа над Парагвай)
- Копа Америка
  - Финалист (1): 2004 (Загуба от Бразилия)

### Индивидуални
- Треньор № 1 на Южна Америка (1): 2001[5]